# Ludwig Sieger
Ludwig Sieger (né le 27 septembre 1857 à Zülpich et mort le 15 novembre 1952 au château de Gladbach) est un général d'artillerie prussien.

## Biographie
Sieger est le huitième des neuf enfants du fabricant Heinrich Xaver Sieger (de). Il survit à tous ses frères et sœurs. Le 23 juin 1884, il épouse Anna Wachendorff à Bonn et a trois enfants avec elle de 1885 à 1892. Elfriede, son deuxième enfant, se marie le 7 mai 1912 avec l'officier Rudolf Schniewindt (de). 
Après avoir obtenu son diplôme d'études secondaires et deux semestres à l'Université technique de (Berlin-)Charlottenbourg, s'est engagé dans l'armée le 1er août 1878 en tant que Fahnenjunker dans le 7e régiment d'artillerie à pied et y est le 14 février 1880 promu sous-lieutenant. Du 1er octobre 1880 au 30 octobre 1882, il étudie à l'école combinée d'artillerie et du génie et y est diplômé en septembre 1882 et sert un an plus tard jusqu'au 30 septembre 1886 comme adjudant du 2e bataillon de son régiment. Plus tard, il est devient adjudant de l'école de tir d'artillerie à Hanovre, puis de la 2e inspection de l'artillerie à pied avant d'être nommé commandant de compagnie dans le 9e régiment d'artillerie de campagne. En 1894, il devient adjudant à l'inspection générale de l'artillerie à pied . En 1896, il est transféré au ministère de la Guerre. Il est nommé officier d'artillerie de la place de Coblence, puis commandant de département dans son ancien régiment, le 9e régiment d'artillerie de campagne. Puis il est devient 1er officier d'artillerie de la place de Metz. En 1905, il est promu lieutenant-colonel et commandant du 8e régiment d'artillerie de campagne. 
Il revient au ministère de la Guerre en 1906 en tant que chef de département. En 1907, il est promu colonel. En 1910, il est chargé des affaires du président de la Commission d'examen de l'artillerie. Après avoir été promu au grade de major général, il est finalement nommé à ce poste. En février 1914, il est promu lieutenant général.

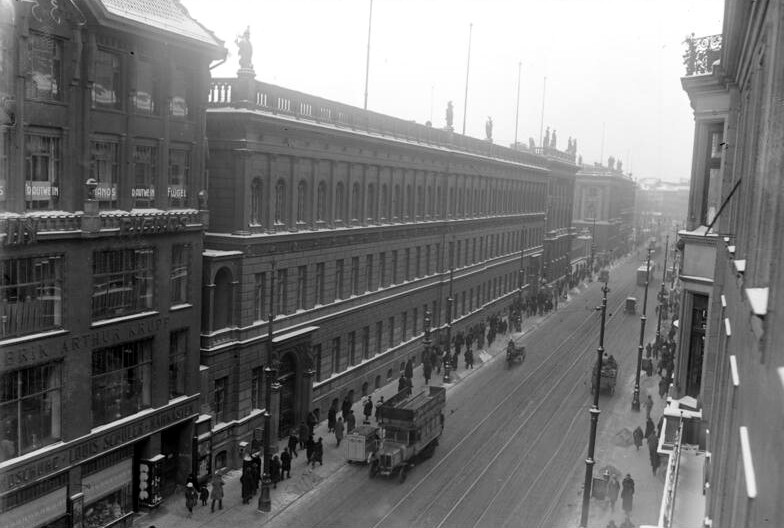
Ministère prussien de la Guerre.

En tant que président de la Commission d'examen d'artillerie, il s'est distingué dans le développement et l'expansion de l'artillerie lourde. Par exemple, l'introduction du mortier de 42 cm, Krupps Grosse Bertha.

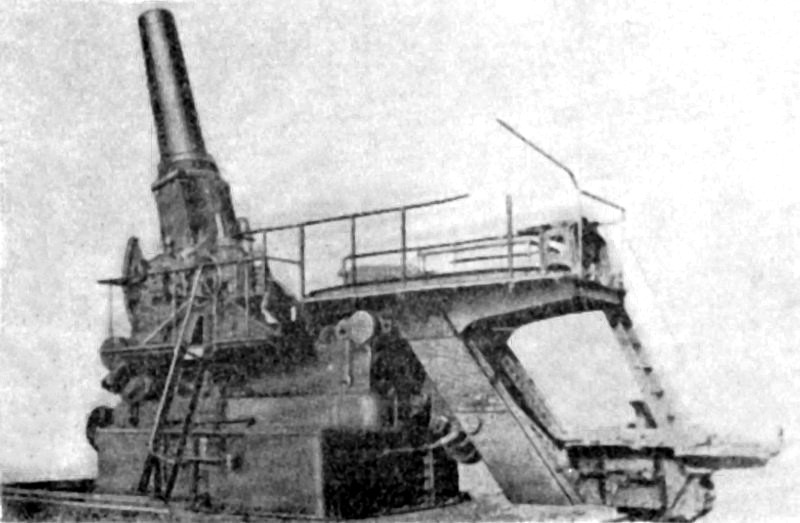
Grosse Bertha.

### Première guerre mondiale
Au moment de la mobilisation, il est muté au chef de l'état-major de l'armée de campagne en tant que chef du système de munitions de campagne. À ce titre, il est responsable de la distribution des munitions fabriquées ou achetées par le Ministère aux sections. Il apprécie la confiance particulière de Falkenhayn. 
Le 14 juin 1916, il devient commandant du 16e division de la Réserve, qu'il dirige en novembre lors de la bataille de la Somme. Après avoir été remplacée, elle intègre la 7e armée sur l'Aisne. Il fait face le 21 avril 1917 à Mercy-le-Haut au commandant en chef français Nivelle. Après son détachement, la division combat sur le front de l'Est en Bucovine à partir du début du mois de juillet et prend d'assaut le 27 août avec la 8e division de réserve bavaroise la chaîne de Dolzok près de Czernowitz. 
L'empereur Guillaume II le nomme le 11 septembre 1917 commandant du 18e corps de réserve qui combat en Bessarabie. En décembre, le corps rejoint la 4e armée en Flandre. Il combat en avril dans la bataille sur le mont Kemmel. Pour cette bataille, Guillaume II lui décerne personnellement l'Ordre Pour le Mérite. 
Début juillet, il quitte la Flandre et rejoint la 18e armée avec son corps. Il est repoussé sur la ligne Hindenburg début septembre. Ses réalisations incitent le haut commandement de l'armée (AOK) à proposer au général, sous l'approbation du prince héritier Rupprecht de Bavière, la feuille de chêne pour Pour le Mérite, qu'il reçoit de l'AKO le 3 novembre 1918. 
Après la démobilisation du 18e corps de réserve le 3 janvier 1919, il revient à son poste de président de la Commission d'examen d'artillerie. Le 30 janvier, il est mis à disposition à l'approbation de sa demande de congé. Avec son ancienneté, il reçoit le grade de général d'artillerie le 16 septembre 1919.

## Autres activités
Ludwig Sieger est également membre du conseil de surveillance de Rudolph Koepp (de) & Co., Chemische Fabrik AG à Oestrich. Cette entreprise appartient à des proches.

## Récompenses
- Ordre de l'Aigle rouge 2e classe avec des feuilles de chêne [1]
- Ordre de la Couronne 2e classe avec étoile
- Croix de service prussienne
- Ordre du Mérite militaire bavarois 2e classe avec étoile
- Commandant de 1re classe de l'Ordre d'Albert
- Croix de fer (1914) 2e et 1re classe